# Yangjia, Guangdong
Yangjia (kinesiska: 杨家)  är en köping i sydöstra Kina. Den ligger i Leizhou i staden Zhanjiang i provinsen Guangdong, omkring 420 kilometer sydväst om provinshuvudstaden Guangzhou. Antalet invånare är 67 249. Befolkningen består av 32 208 kvinnor och 35 041 män. Barn under 15 år utgör 30 %, vuxna 15-64 år 62 %, och äldre över 65 år 7,0 %.